# Dolichoderus longicollis
Dolichoderus longicollis é uma espécie de formiga do gênero Dolichoderus.